# Дуань Цзінлі
Дуань Цзінлі (кит.: 段静莉, 8 березня 1989) — китайська веслувальниця, бронзова призерка Олімпійських ігор 2016 року.

## Виступи на Олімпіадах
| Олімпіада | Дисципліна | Місце |
| --------- | ---------- | ----- |
| Ріо 2016  | одиночка   | 3     |

## Зовнішні посилання
- Профіль [Архівовано 26 березня 2017 у Wayback Machine.] на сайті Олімпійських ігор 2016.

1. ↑  Jingli Duan